# Sorrel Hays
Sorrel Hays (* 6. August 1941 in Memphis, Tennessee; † 9. Februar 2020 in Buchanan, Georgia, anderen Quellen zufolge in New York) war eine US-amerikanische Komponistin, Musikerin und Pianistin.

## Leben und Werk
Doris Ernestine Hays machte 1984 - schon jenseits der 40 - „Sorrel“ (nach dem Familiennamen „Sorrels“ ihrer Großmutter mütterlicherseits) zu ihrem Vornamen. Sie hatte Musik bei Harold Cadek an der University of Tennessee at Chattanooga bis zum Abschluss 1963 studiert. Mit einem Stipendium der Maclellan Foundation und der Unterstützung von Musica femina münchen hatte sie anschließend drei Jahre lang bei Friedrich Wührer und Hedwig Bilgram an der Hochschule für Musik und Theater München studiert. Ihr Studium bei Paul Badura-Skoda und Rudolf Kolisch an der University of Wisconsin in Madison schloss sie mit dem Master ab und unterrichtete im Anschluss daran am Cornell College in Iowa. Sie zog nach New York City und nahm Unterricht bei der Pianistin Hilde Somer. Außer in USA unterrichtete Hays auch an Universitäten in Kopenhagen und Istanbul. Sorrel Hays ist bekannt für Cluster Piano Musik, Elektroakustische Musik und Filmmusik.
Sie war Teilnehmerin des Como Festivals, der pro musica nova in Bremen und 1987 der documenta 8 in Kassel mit dem Werk Celebration of No, über das sie im Ausstellungskatalog schrieb:

„„Celebration of No“: eine Komposition aus 21 Frauenstimmen, die das Wort „No“/„Nein“ oder etwas vergleichbares wie „Ich will nicht“ in 21 Sprachen aussprechen. Dazwischen die Warnschreie von Vögeln. Ich fand im ‚Nein‘ der Frauen eine unerschütterliche Kraft, manchmal sanft, sogar mit nur schwacher Stimme sprechend, aber doch beharrlich ihr Recht behauptend; unser Recht, anderen ihre zerstörende Gewalt abzusprechen.“

Als das 17 Minuten lange Werk im Mai 1983 als Tonband-Collage auf ihrer Schallplatte Voicings bei Folkways Records veröffentlicht worden war, hatte Hays zu seiner Entstehung mitgeteilt:

„Konzert-Tournee, Bayern, 24. November 1980 - Beim Frühstück mit Freunden erwähne ich die Kraft, die in dem Wort No steckt, die Intensität des Symbols und das sublinguale Gefühl des Klanges. Ist NO/NEIN ein Ur-Wort?

Unterwegs, Köln, 15. November 1981 - Ich sehe den Film Die bleierne Zeit von Margarethe von Trotta. Bin tief berührt von ihrem Porträt zweier politisch aktiver Schwestern meiner Generation, die im Nachkriegs-Deutschland aufwachsen. Beide Schwestern sagen NEIN zur Ausbeutung, zu gewaltsamer Gesinnungskontrolle durch die Herrschenden, zu ausufernder staatlicher Gewalt. Ich beschließe, aus dem Wort und dem Gefühl NEIN eine Komposition zu entwickeln.

Chattanooga/New York, Winter 1981 - Erste Tonbandaufnahmen mit Freunden, die NEIN sagen. [...]“

## Auszeichnungen (Auswahl)
- Hays wurde 1971 mit dem Gaudeamus International Interpreters Award ausgezeichnet
- Weitere Preise: American Music Center,
- Cary Trust
- National Endowment for the Arts
- New York Council on the Arts
- Astraea Foundation
- Open Meadows
- Meet the Composer
- Eastman Foundation
- Tennessee Foundation for the Humanities[7]